# Jacques Favory
Jacques Favory, né le 15 mai 1926 dans le 16e arrondissement de Paris et mort le 13 août 2018 à Bonchamp-lès-Laval, est un joueur français de basket-ball évoluant au poste d'ailier.

## Carrière
Avec l'équipe de France de basket-ball, il compte quinze sélections entre 1947 et 1950. Il est médaillé d'argent lors du Championnat d'Europe 1949 après avoir terminé cinquième du Championnat d'Europe 1947.
En club, il est sacré champion de France 1947 avec le Paris UC.